# 大区中心医院-欧洲健康中心站
大区中心医院-欧洲健康中心站，是法国北部里尔欧洲都会区的一个地铁车站，是里尔地铁1号线西南端的终点站，里尔市镇范围内，自1984年5月2日起开放。

## 位置
大区中心医院-欧洲健康中心站（50°36'29.05"N, 3°2'20.36"E）位于里尔境内，拉格斯教师街中段，靠近里尔大区中心医院总部及欧洲健康中心并因此而得名。

## 设施
大区中心医院-欧洲健康中心站为一个高架车站，其站台层通过自动扶梯连接地面，地面层则设有自动售票机、电子显示器、屏蔽门等设施。

## 站台设置
| 西↑ |      |                                   |
|     | 侧式 |                                   |
|     |      | （终点，仅下客）←                 |
|     |      | 卡特尔康通-皮埃尔·莫鲁瓦球场方向→ |
|     | 侧式 |                                   |
| 东↓ |      |                                   |

## 配套交通

### 城市公共交通
| 大区中心医院-欧洲健康中心站附近的公共交通线路             |            |                           |
| 车站名称                                                  | 位置       | 停靠线路                  |
| CHU - Centre Oscar-Lambret 大区中心医院-奥斯卡-朗布雷中心 | 地铁站附近 | L2 L92 55 58 CO1 CO2 CTIL |

### 社会车辆
大区中心医院-欧洲健康中心站附近设有P+R停车场和自行车停放点。

## 临近车站
| 上一站 | 里尔地铁 | 里尔地铁      | 里尔地铁 | 下一站                                                       |
| ------ | -------- | ------------- | -------- | ------------------------------------------------------------ |
| 起訖站 |          | 里尔地铁1号线 |          | 大区中心医院-奥斯卡-朗布雷中心往卡特尔康通-皮埃尔·莫鲁瓦球场 |